# Stazione di Tarquinia
Stazione di Tarquinia vasútállomás Olaszországban, Tarquinia településen.

## Vasútvonalak
Az állomást az alábbi vasútvonalak érintik:
- Pisa–Róma-vasútvonal

## Kapcsolódó állomások
A vasútállomáshoz az alábbi állomások vannak a legközelebb:
- Stazione di Civitavecchia (Stazione di Roma Termini)
- Stazione di Montalto di Castro (Stazione di Livorno Centrale)